# Georgskirche (Cieszyn)

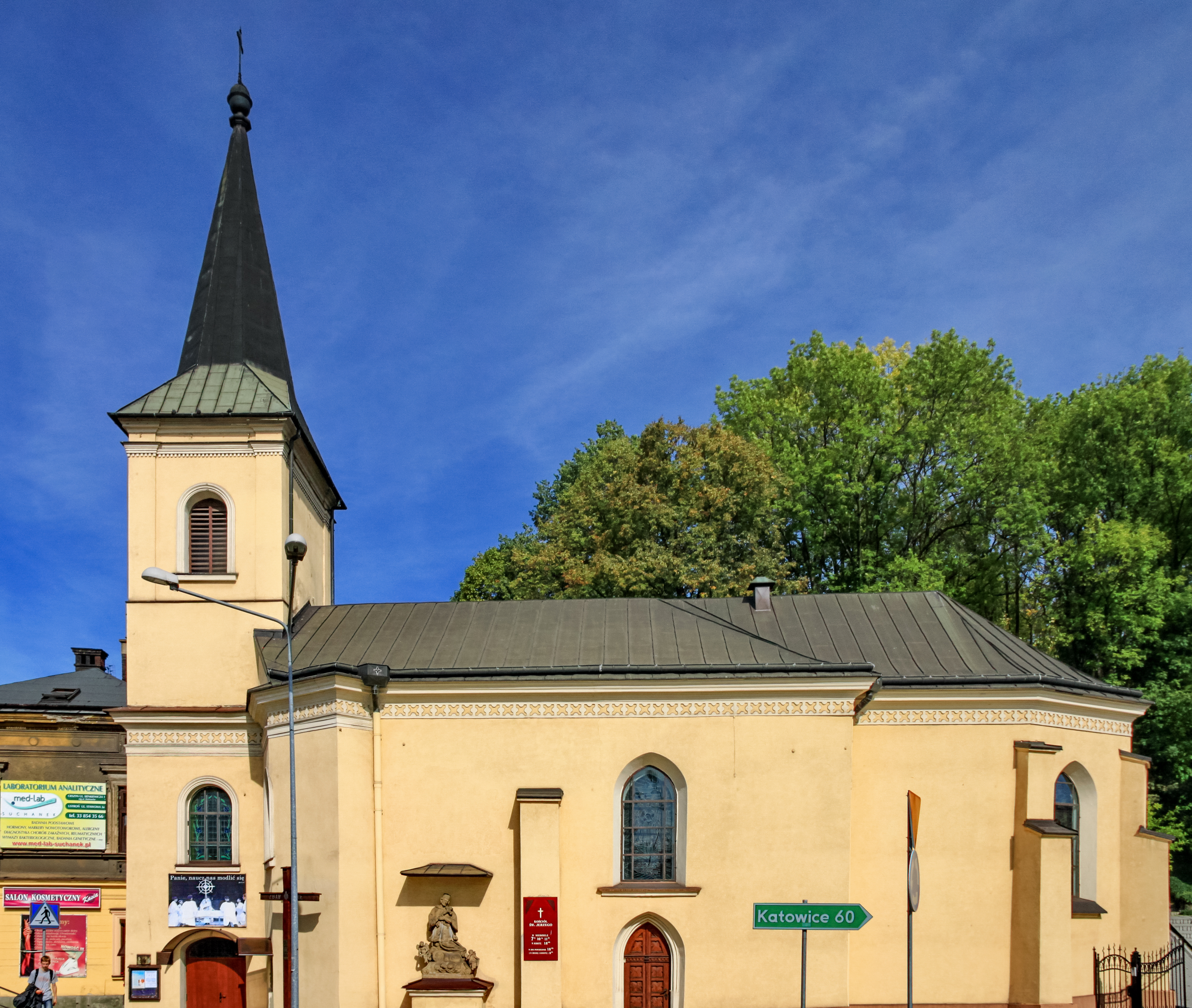
Georgskirche

Die Pfarrkirche St. Georg (früher Spitalerkirche polnisch Kościół św. Jerzego) in Cieszyn, Polen, ist eine katholische Kirche am Rand der Altstadt.

## Geschichte
Die Kirche wurde im 14. Jahrhundert im Stil der Gotik erbaut. Sie entstand ursprünglich vor der Stadtmauer. Im 15. Jahrhundert wurden an der Kirche ein Spital und ein Friedhof angelegt. Die Kirche wurde später von den Jesuiten übernommen und blieb bis 1773 in deren Besitz. Das Krankenhaus brannte 1882 ab. Die Kirche wurde 1806 umgebaut und renoviert 1840–55, 1904–1906, 1945, 1972 und 1998.

## Der Bau
Die Kirche ist ein gotischer Saalbau auf quadratischem Grundriss. Erhalten sind Spitzbogenfenster und zwei gotische Portale. Oberhalb des Langhausgewölbes gibt es Fragmente gotischer Malereien mit Pflanzenornamenten. An der Südfassade ist die Figur des heiligen Johannes Nepomuk aus dem zweiten Viertel des 18. Jahrhunderts angebracht.